# Żabce
Żabce – wieś w Polsce położona w województwie lubelskim, w powiecie bialskim, w gminie Międzyrzec Podlaski. Leży przy drodze krajowej nr  ( E30 ). 
Wieś była własnością starosty guzowskiego i nowomiejskiego Stanisława Opalińskiego w 1673 roku, leżała w ziemi mielnickiej województwa podlaskiego w 1795 roku. W latach 1975–1998 miejscowość administracyjnie należała do województwa bialskopodlaskiego.
Wieś jest sołectwem w gminie Międzyrzec Podlaski. Według Narodowego Spisu Powszechnego z roku 2011 wieś liczyła 485 mieszkańców. Posiada własną jednostkę Ochotniczej Straży Pożarnej.
We wsi znajduje się kościół filialny, wybudowany w 1995, podlegający parafii Św. Józefa w Międzyrzecu Podlaskim.

## Zabytki
- kaplica pw. św. Andrzeja Boboli z 1858 roku.